# Babe (film)
Babe (in Nederland ook uitgegeven onder de titel Babe: een buitengewone big) is een Amerikaans-Australische fantasy-familiefilm uit 1995 onder regie van Chris Noonan. Het verhaal is gebaseerd op dat uit het boek Babe: The Gallant Pig van Dick King-Smith.

## Verhaal
Het varkentje Babe (stem: Christine Cavanaugh) wordt samen met een aantal broertjes en zusjes geboren in een kooi binnen de geïndustrialiseerde veeteelt. Hem staat een toekomst als menselijk voedsel te wachten, ware het niet dat hij per toeval van zijn familie gescheiden wordt door een man die met hem naar de jaarmarkt gaat. Daar is Babe de hoofdprijs van een spel waarin mensen zijn gewicht moeten raden. De persoon die er het dichtste bij komt, mag hem na afloop van de jaarmarkt meenemen. Boer Arthur Hoggett (James Cromwell) loopt voorbij en laat zich verleiden ook een poging te wagen, hoewel hij schapen houdt en geen enkel varken.
Hoggett krijgt de volgende dag een telefoontje met de mededeling dat hij gewonnen heeft met zijn gok van 7,3 kilo. Nadat hij Babe ophaalt, maakt deze in zijn schuur kennis met de andere dieren. Babe is droevig omdat hij zijn moeder mist, maar herdershond Fly (stem: Miriam Margolyes) werpt zich op als surrogaatmoeder en stelt het varkentje gerust. Hij ontmoet zo ook Fly's partner Rex (stem: Hugo Weaving) en de eend Ferdinand (stem: Danny Mann), die zich uitgeeft voor een haan omdat hij bang is anders overbodig te worden op de boerderij.
Hoewel Hoggetts vrouw Esme (Magda Szubanski) in Babe een toekomstige kerstmaaltijd ziet, raakt Hoggett zelf wel gesteld op het varkentje. Met het smoesje dat hij volgend jaar hoge ogen met hem kan gooien op de jaarmarkt, voorkomt hij zodoende dat Babe eindigt als kerstdiner. Babe zelf is zich vooralsnog van geen kwaad bewust en let goed op als zijn 'moeder' aan het werk is tijdens het drijven van de schapen. Op een dag vermoedt hij dat er iets niet pluis is in de wei en gaat er kijken, hoewel hij er eigenlijk niet mag komen. Zo betrapt hij een bende schapendieven, roept hulp in van de honden en voorkomt zo dat heel Hoggetts kudde gestolen wordt.
Langzaam maar zeker wordt duidelijk dat Babe een talent lijkt te hebben voor schapenhoeden. Mede omdat de schapen hem vertrouwen en doen wat hij wil als hij het ze maar vriendelijk vraagt. De trotse Rex vindt het belachelijk wat er van Babe aan het worden is en geeft Fly hier de schuld van. Zij raakt gewond aan haar poot wanneer hij met haar aan het vechten slaat en kan hierdoor voorlopig haar werk niet doen. Rex is ook niet meer inzetbaar nadat hem kalmerende medicijnen zijn toegediend. Babe blijkt een waardig vervanger. Hoggett komt uiteindelijk met het plan om Babe mee te laten doen aan de jaarlijkse schapendrijfwedstrijd.
Bij de wedstrijd wordt Hoggett uiteraard door niemand serieus genomen, maar de jury kan niet voorkomen dat hij deelneemt. De wedstrijdschapen luisteren in eerste instantie niet naar Babe. Rex komt te hulp door de schapen van Hoggett het geheime schapenwachtwoord te vragen waarmee Babe de wedstrijdschapen kan overtuigen hem te helpen. Babe slaagt met gemak in alle onderdelen van de wedstrijd en krijgt van de jury de hoogste score.

## Rolverdeling
| Acteur                 | Personage              |
| ---------------------- | ---------------------- |
| Roscoe Lee Browne      | Verteller (stem)       |
| Christine Cavanaugh    | Babe (stem)            |
| James Cromwell         | Arthur Hoggett         |
| Magda Szubanski        | Esmé Hoggett           |
| Miriam Margolyes       | Fly (stem)             |
| Michael Edward-Stevens | het paard (stem)       |
| Hugo Weaving           | Rex (stem)             |
| Paul Livingston        | de haan (stem)         |
| Danny Mann             | Ferdinand (stem)       |
| Miriam Flynn           | Maa het schaap (stem)  |
| Charles Bartlett       | de koe (stem)          |
| Russi Taylor           | Duchess de poes (stem) |

## Nederlandse stemmen
| Acteur            | Personage      |
| ----------------- | -------------- |
| Victor van Swaay  | Verteller      |
| Jody Pijper       | Babe           |
| Peter Tuinman     | Arthur Holgert |
| Simone Kleinsma   | Esmé Holgert   |
| Beatrijs Sluijter | Fly            |
| Rik van Uffelen   | Rex            |
| Wim T. Schippers  | Ferdinand      |
| Hetty Heyting     | Maa het Schaap |

Hetty Heyting deed overigens ook de regie van de Nederlandse versie.

## Achtergrond
De film werd grotendeels opgenomen in Robertson, New South Wales. De dieren in de film zijn voor het grootste gedeelte echt. Alleen voor Babe werd soms een geanimeerd varkentje gebruikt. De special effects om de gezichten van de dieren zo aan te passen dat het leek alsof ze praten werden verzorgd door Rhythm and Hues Studios.
De dieren worden in de film van menselijke stemmen voorzien waarmee ze met elkaar kunnen praten, maar de mensen in de film kunnen hen niet verstaan.
Het lied If I had words van Yvonne Keeley en Scott Fitzgerald speelt een prominente rol gedurende het verloop van de film (de melodie hiervan komt uit de 3e symfonie van Saint-Saëns). Niet alleen zingt personage Arthur Hoggett het op een zeker moment voor varkentje Babe, maar ook instrumentaal klinkt het van begin tot einde verscheidene malen.
De film was een groot succes en werd warm onthaald door critici. Op Rotten Tomatoes scoort de film 98%. De film bracht wereldwijd $254.134.910 op.

## Prijzen en nominaties
Babe won in totaal 17 prijzen, en werd voor nog eens 17 genomineerd. Onder de nominaties bevonden zich onder andere zeven Academy Awards. De gewonnen prijzen zijn:
- de Academy Award voor beste visuele effecten
- de Saturn Award voor beste familiefilm
- de APRA Music Award voor beste filmmuziek
- de Cinematographer of the Year van de Australian Cinematographers Society
- de British Comedy Award voor beste komische film
- de Critics Choice Award voor beste familiefilm
- twee FCCA Awards: beste regisseur en beste originele muziek
- de Genesis Award
- de Golden Globe voor beste komedie/musical
- de Golden Screen en Golden Screen met ster
- de Studio Crystal Heart Award op het Heartland Film Festival
- twee ALFS Awards: film van het jaar en nieuwkomer van het jaar
- de Golden Reel Award voor beste geluidsmontage
- de NSFC Award voor beste film
- de NYFCC Award voor beste nieuwe regisseur